# Tabanus persimilis
Tabanus persimilis är en tvåvingeart som beskrevs av Vladimir Dolin och Jekaterina Michajlovna Andrejeva 1986. Tabanus persimilis ingår i släktet Tabanus och familjen bromsar. Inga underarter finns listade i Catalogue of Life.